# Zunge

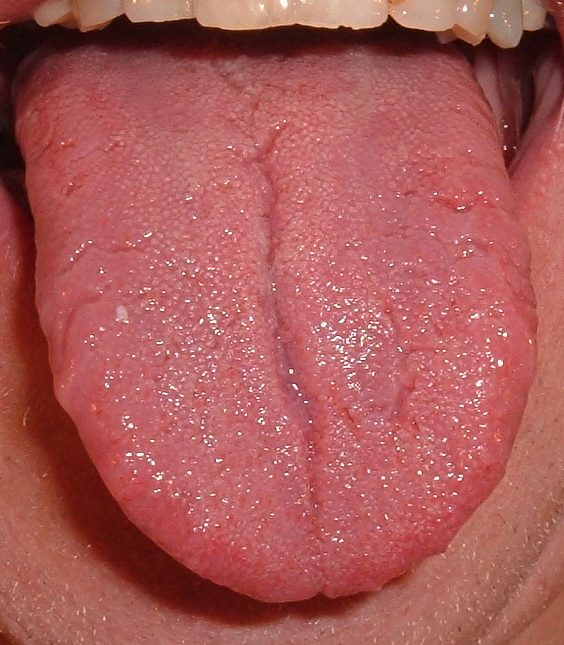
Zunge des Menschen. Das Bild zeigt einen Sonderbefund, nämlich eine Faltenzunge (Lingua plicata).

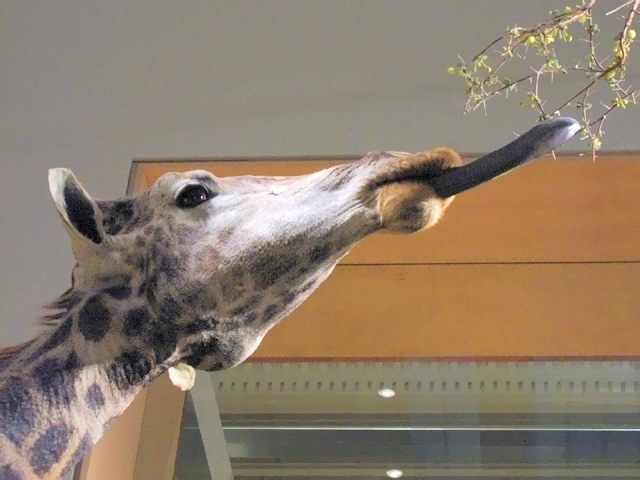
Die Giraffe nutzt ihre Zunge, um Nahrung abzupflücken

Die Zunge (althochdeutsch zunga, lateinisch lingua, altgriechisch γλῶσσα glōssa (ionisch γλάσσα glassa, attisch γλῶττα glōtta)) ist ein länglicher, von Schleimhaut überzogener Muskelkörper (bestehend aus neun einzelnen Muskeln) bei Menschen sowie den meisten anderen Wirbeltieren, der auf dem Boden der Mundhöhle liegt und diese bei geschlossenen Kiefern fast ganz ausfüllt.
Sie nimmt am Kauen, Saugen und Schlucken teil und ist mit Sinnesorganen für das Schmecken und Tasten ausgestattet. Die menschliche Zunge ist auch ein wichtiger Bestandteil der Sprachbildung, woraus sich auch der Begriff Linguistik ableitet.

## Die menschliche Zunge

### Aufbau
Die Zunge wird in die Zungenspitze (Apex linguae), den Zungenkörper (Corpus linguae) und die Zungenwurzel (Radix linguae, genannt auch Zungengrund) gegliedert. Die Oberseite der Zunge (der Zungenrücken, Dorsum linguae) ist etwas gewölbt, liegt ganz frei und zeigt hinten eine dreieckige Vertiefung, das blinde Loch, in dem sich mehrere Schleimdrüsen öffnen. In der Phonetik wird der vordere, beweglichste Teil des Zungenrückens direkt hinter der Zungenspitze auch als Zungenblatt bezeichnet. Im Bereich der Zungenspitze liegt unter der Schleimhaut eine kleine Speicheldrüse, die Zungenspitzendrüse(Glandula lingualis anterior, Blandin-Nuhn-Drüse), im hinteren Zungenbereich weitere Speicheldrüsen, die Zungendrüsen (Glandulae linguales).

Die untere Fläche ist mit ihrem mittleren Teil an den Boden der Mundhöhle angewachsen und vorn durch eine Falte der Mundschleimhaut, das Zungenbändchen (Frenulum linguae), so angeheftet, dass nur die Zungenspitze (Apex linguae) und die Seitenränder frei sind. Erstreckt sich das Zungenbändchen zu weit nach vorn, so wird dadurch die freie Beweglichkeit der Zunge beeinträchtigt (Ankyloglosson). Dies kann das Saugen und die Lautbildung beeinträchtigen. Diese Entwicklungsstörung kann durch einen Schnitt in das Zungenbändchen (Zungenlösung) beseitigt werden.

Der hinterste, dickste Teil der Zunge, die Zungenwurzel (Radix linguae), ist am Zungenbein befestigt, das im oberen Teil des Halses liegt und durch Muskeln und Bänder wieder mit dem Kehlkopf in Verbindung steht.
In der Mittellinie der Zunge ist eine Art senkrechte Scheidewand, das Septum linguae. Im Übrigen besteht die Zunge jedoch vorwiegend aus Muskelfasern mit zahlreichen dazwischen verlaufenden Nerven und Blutgefäßen. Die Muskelfasern sind in allen drei Raumrichtungen angeordnet und ermöglichen dadurch die überaus große Beweglichkeit der Zunge.
Zungenmuskulatur

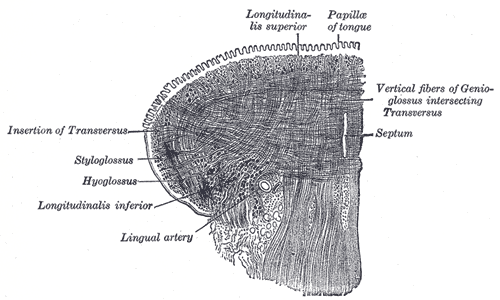
Frontalebene der Zunge mit der quergestreiften Binnenmuskulatur

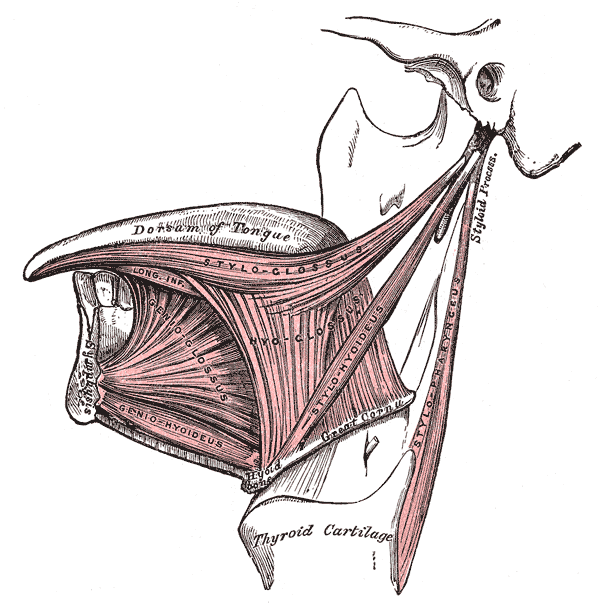
Laterale Ansicht der Zunge mit der entsprechend frei-präparierten Muskulatur

Die Zungenmuskulatur wird morphologisch aber auch funktionell-motorisch in eine innere Zungenmuskulatur – sie verläuft gänzlich im Inneren des Zungenkörpers – sowie eine äußere Zungenmuskulatur unterteilt. Letztere verbindet die Zunge mit den sie umgebenden Organ- und Gewebestrukturen.
Zu der inneren Zungenmuskulatur (Abkürzung M. entspricht Musculus) zählen die:
Verkürzung und Verbreiterung der Zunge, Heben der Zungenspitze:
- M. longitudinalis superior
- M. longitudinalis inferior

Verlängerung bzw. Verschmälerung der Zunge, Herausstrecken der Zungenspitze:
- M. transversus linguae
- M. verticalis linguae

und zu der äußeren Zungenmuskulatur gehören die:
Ziehen die Zunge nach vorne unten (ventro-kaudal):
- M. genioglossus

Ziehen die Zunge nach hinten unten (dorso-kaudal):
- M. chondroglossus

Ziehen die Zunge nach hinten oben (dorso-rostral):
- M. styloglossus

Ziehen die Zunge nach hinten unten (dorso-kaudal):
- M. hyoglossus

Verengung der Schlundenge (Isthmus faucium):

Sagittalebene der menschlichen Mundhöhle, Oropharynx und Larynopharynx und der Zunge bzw. Zungenmuskulatur. Artikulationsorte (aktiv und passiv) für die Phonation der gesprochenen Sprache:
1 exolabial (äußerer Teil der Lippe)
2 endolabial (innerer Teil der Lippe)
3 dental (Zähne)
4 alveolar (vorderer Teil des Zahndamms)
5 postalveolar (hinterer Teil des Zahndamms und ein wenig dahinter)
6 präpalatal (vorderer Teil des harten Gaumens)
7 palatal (harter Gaumen)
8 velar (weicher Gaumen)
9 uvular (auch postvelar; Gaumenzäpfchen)
10 pharyngal (Rachen)
11 glottal (auch laryngal; Stimmbänder)
12 epiglottal (Kehldeckel)
13 radikal (Zungenwurzel)
14 posterodorsal (hinterer Teil der Zunge)
15 anterodorsal (vorderer Teil der Zunge)
16 laminal (Zungenblatt)
17 apikal (Zungenspitze)
18 sublaminal (auch subapical; Unterseite der Zunge)

- M. palatoglossus[2]

### Innervation
Die Zunge ist auf sehr komplexe Weise durch mehrere Nerven innerviert:
- Motorisch wird die Zunge vom Nervus hypoglossus versorgt.
- Die sensible und sensorische Innervation erfolgt im hinteren Drittel der Zunge durch den Nervus glossopharyngeus, am Zungengrund durch den Nervus vagus.
- Die sensible Versorgung der vorderen zwei Drittel erfolgt durch den Nervus lingualis, einem Ast des Nervus mandibularis.
- Die Geschmacksreize der vorderen zwei Drittel der Zunge werden durch die Chorda tympani, einem Ast des Nervus facialis, weitergeleitet.

### Schleimhaut

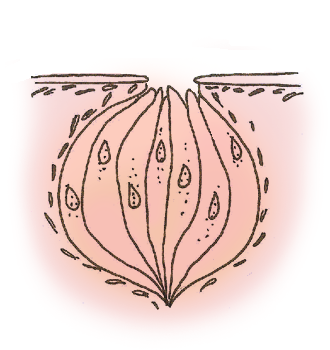
Zeichnung einer Geschmacksknospe

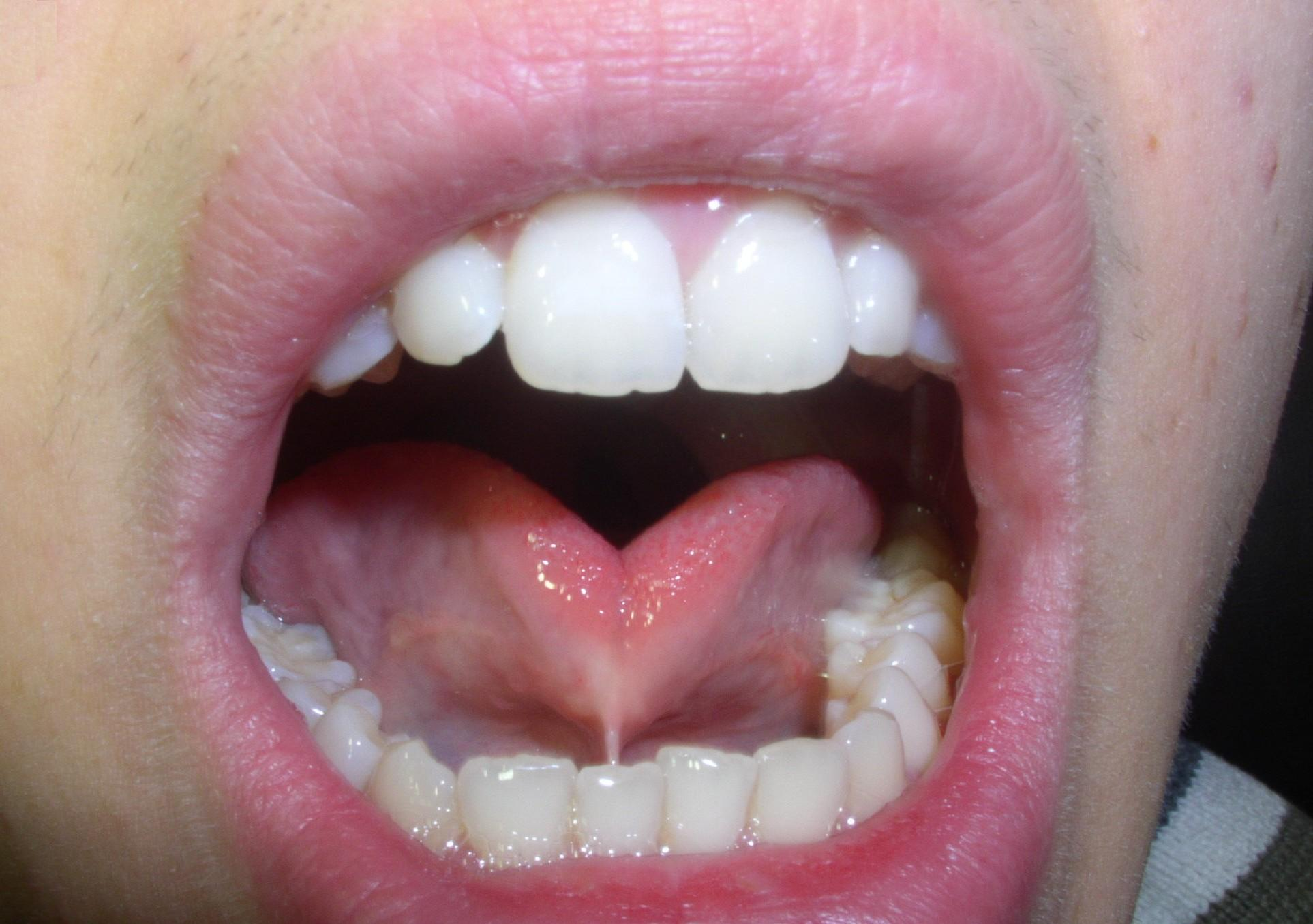
Verkürztes Zungenbändchen mit Fesselung der Zungenspitze

Auf der sehr dicken Zungen-Schleimhaut, die eine Fortsetzung der Mundschleimhaut ist, befinden sich die zahlreichen Papillen (Zungenwärzchen, Papillae linguales), die fadenförmig, keulenartig oder platt sind. Funktionell lassen sie sich in zwei Gruppen unterscheiden.
Die mechanischen Papillen (Papillae mechanicae) werden nach der Gestalt in Papillae filiformes (fadenförmige), Papillae conicae (konische) und Papillae lentiformes (linsenförmige) unterschieden. Die fadenförmigen Papillen verleihen der Zunge ihre samtartige Oberfläche. Bei einigen Säugetieren (Rindern, Schafen, Katzen) besitzen sie kleine rachenwärts gerichtete Hornspitzen und verleihen der Zunge eine gewisse Rauhigkeit. Konische Papillen sind deutlich dicker und kommen beispielsweise bei Rindern am Zungenkörper vor. Linsenförmige Papillen sind flach und breit und bei Wiederkäuern zu finden. Sie dienen vor allem der Aufnahme von Tastempfindungen.
Die zweite Gruppe von Zungenpapillen sind die Geschmackspapillen (Papillae gustatoriae) mit den eigentlichen Geschmacksorganen, den Geschmacksknospen, die mit den Geschmacksnerven (Nervus glossopharyngeus, Chorda tympani) verbunden sind. Nach der Form unterscheidet man drei Geschmackspapillentypen. Die pilzförmigen Papillen (Papillae fungiformes) sind neben der Aufnahme von Geschmacksreizen vermutlich auch an Tast- und Temperaturempfinden beteiligt. Die am Zungengrund gelegenen Wallpapillen (Papillae vallatae) sind erhaben und von einem Wallgraben mit Spüldrüsen umgeben. Ihre Anzahl ist tierartlich sehr unterschiedlich: Pferde besitzen nur zwei Wallpapillen, Wiederkäuer 48. Blätterpapillen (Papillae foliatae) sind nicht bei allen Säugetieren ausgebildet. Besonders deutlich sind sie bei Pferden. Hier beiderseits eine, etwa 2 cm lange Blätterpapille seitlich am Zungengrund. Sie besteht aus vielen hintereinander stehenden Blättchen.
Die Zunge enthält zahlreiche kleine Speicheldrüsen, besonders in der Gegend der Zungenwurzel. Die gesamte Oberfläche der Zunge ist von einem zarten Oberhäutchen oder Epithel überzogen. In den zahlreichen Vertiefungen zwischen den Papillen entwickelt sich ein Biofilm, der durch Speichel und Speisereste genährt, einen weißlichen Belag auf der Oberseite der Zunge bildet und beispielsweise durch einen Zungenreiniger zeitweilig reduziert werden kann.

### Aufgabe der Zunge
Die Zunge dient zur Bewegung der Nahrung im Mund, sodass diese gut durchgekaut und durchspeichelt werden kann. Dafür schiebt sie beim Kauen in Zusammenarbeit mit den Wangen die Nahrung immer wieder zwischen die Zähne. Schließlich übernimmt sie beim Schluckakt selbst eine wichtige Rolle, indem sie die Speise vom Mund in den Rachen schiebt. Bei breiartiger Konsistenz wird das dadurch erreicht, dass zunächst die Zungenränder und dann der mittlere Zungenbereich von vorne nach hinten an den Gaumen gedrückt werden.
Die Zunge ist beim Sprechen unverzichtbar. Viele Sprachlaute, aber auch Pfeifen, können ohne Zunge nicht erzeugt werden.
Sie ist zudem das Organ, welches das Schmecken ermöglicht. Es werden die Geschmacksqualitäten süß, sauer, bitter, salzig und umami (旨味; von japanisch 旨い umai, deutsch ‚fleischig und herzhaft‘, ‚wohlschmeckend‘; Natriumglutamat) unterschieden.
Zudem gibt es nach neuerer Erkenntnis auch einen Rezeptor, der auf Fett reagiert.
Die verschiedenen Rezeptoren sind in gewissen Bereichen der Zunge unterschiedlich häufig vertreten. So liegen die Sinneszellen vor allem randständig, süß gehäuft an der Spitze, dann salzig, sauer, salzig. Bittergeschmack hat eine Häufung am Zungenhintergrund.
Jahrzehntelang wurde die Lehrmeinung vertreten, dass die Zunge in wenige feste Geschmacks-Areale eingeteilt werden könne. Dieses Modell hat sich schließlich als unzureichend erwiesen und konnte auf einen Interpretationsfehler der Abbildung einer von David Hänig im Jahre 1901 herausgebrachten Veröffentlichung zurückgeführt werden.
Daneben erfüllt die Zunge die Aufgabe der „Selbstreinigung“ der Zähne an ihren lingualen und palatinalen Flächen, des Mundes und der Lippen.

### Erkrankungen
Eine angeboren zu große Zunge heißt Makroglossie, eine zu kleine Mikroglossie.
Fehlbildungen wie gespaltene Zunge sowie Hamartome treten bei den Oro-fazio-digitalen Syndromen auf.
Entzündungen der Zunge werden als Glossitis bezeichnet.
Unter Geschmacksstörungen (Dysgeusien) werden Störungen des Geschmackempfindens (Gustatorik) verstanden. Sie können durch verschiedene Erkrankungen, aber auch durch Medikamente hervorgerufen werden.
Vitaminmangel, Infektionen, Medikamente, Mundwasser, Rauchen können diverse optisch auffällige Veränderungen an der Zunge hervorrufen:
- Belegte Zunge
- Lingua plicata
- Himbeerzunge bei Scharlach
- Lackzunge
- Leukoplakie
- Hunter-Glossitis bei Perniziöser Anämie
- Schwarze Haarzunge

Ein „Verschlucken der Zunge“ gibt es nicht. Im Schlaf oder auch bei Bewusstlosigkeit kann es zu einem Erschlaffen der Schlundmuskulatur kommen. Dies erzeugt dann das typische Schnarchgeräusch und kann die Atmung sogar behindern. Beim Schlaf-Apnoe-Syndrom wird dies durch eine Maskenbeatmung korrigiert, bei einem Bewusstlosen verwendet man den Esmarch-Handgriff.

## Die Zunge in der Körpermodifikation

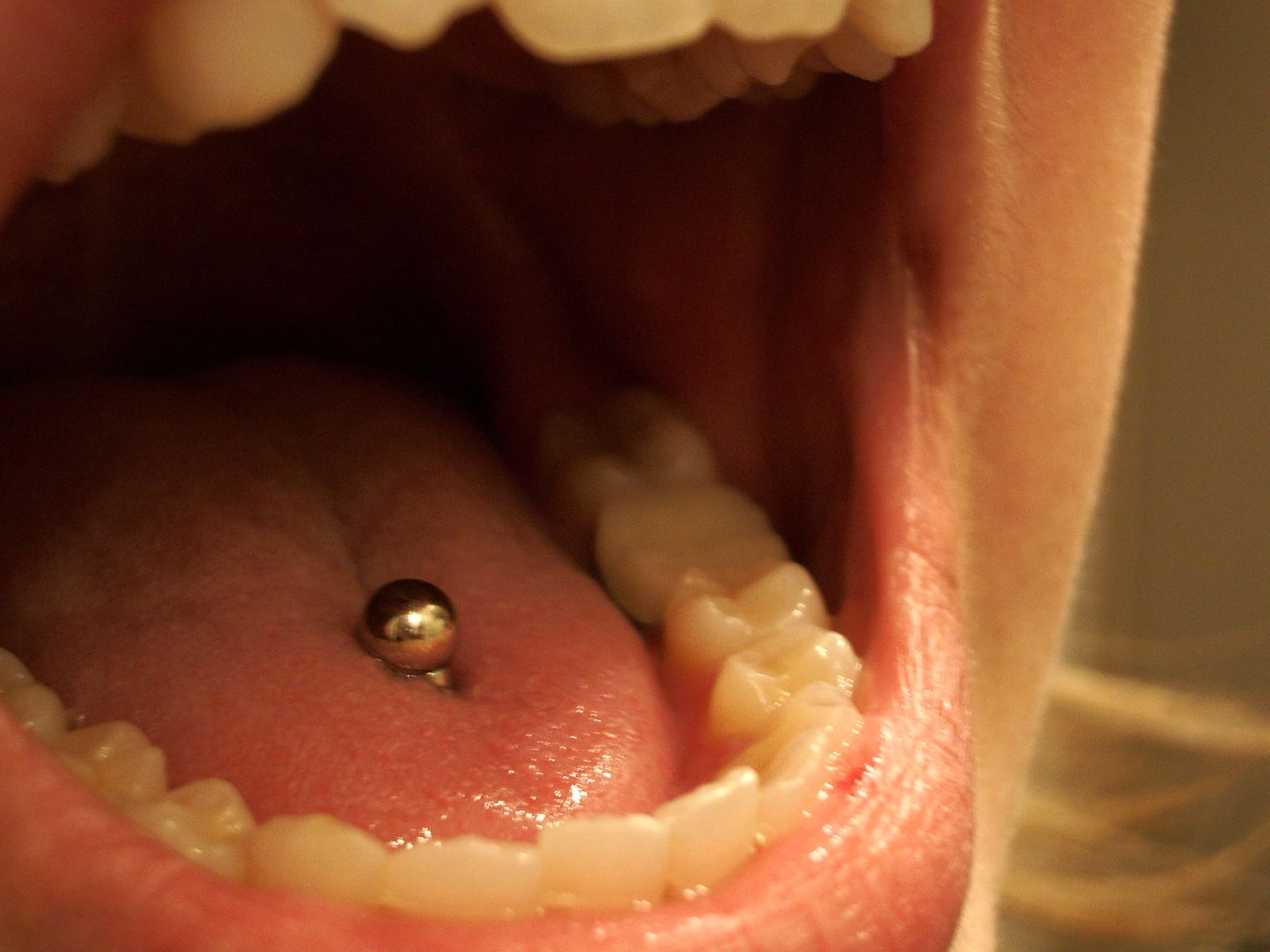
Zungenpiercing

Mitte der 1990er Jahre etablierte sich das Zungenpiercing in der Jugend- und Popkultur, wobei die Zunge durchstochen wird, um dauerhaft Schmuck darin zu tragen. Eine andere Variante stellt das Zungenbändchenpiercing dar. Das temporäre Durchstechen der Zunge war bereits zuvor bei religiösen Ritualen in Thailand im Rahmen des Festes der neun Kaisergötter oder dem Thaipusam üblich.
Als seltenere Form der Body Modification entstand das Spalten der Zunge, wobei im Rahmen eines medizinischen Eingriffs der vordere Teil der Zunge von der Spitze in Richtung Zungenwurzel so eingeschnitten wird, dass zwei horizontal nebeneinanderliegende Zungenspitzen ähnlich wie bei einer Schlangenzunge entstehen.

### Verstümmelung als Bestrafung
Nachdem die Zunge früher als Hauptsprechorgan angesehen wurde, bestrafte man in der Antike und im Mittelalter Widerrede, Verleumdung, Majestätsbeleidigung, Verrat, Meineid, Gotteslästerung und andere Taten, die durch Sprechen begangen wurden, in einer Form der Spiegelstrafe durch Verstümmelung, Abschneiden oder Herausreißen der Zunge. Mildere Formen waren das Durchbohren oder Versengen der Zunge.

### Sonstiges
Am 19. Juli 2003 wurde von einem Ärzteteam des Wiener Allgemeinen Krankenhauses weltweit zum ersten Mal eine menschliche Zunge verpflanzt.
Unter Zungenrollen wird die vererbte Fähigkeit des überwiegenden Teils der menschlichen Bevölkerung verstanden, die Zunge durch Hochwölbung der seitlichen Ränder röhrenartig zu rollen.
In der Wappenkunde (Heraldik) werden bei Wappentieren als gemeine Figur vorkommende Körperteile wie die Zunge in der Beschreibung des Wappens (Blasonierung) gesondert von der Bewehrung (Krallen, Hörner, Zähne, Schnäbel, Hufe, Mähnen und dergleichen) erwähnt und ihre Farbe (Tingierung) beschrieben (beispielsweise „rot gezungt“ oder „rot bezungt“).

## Zunge der Tiere

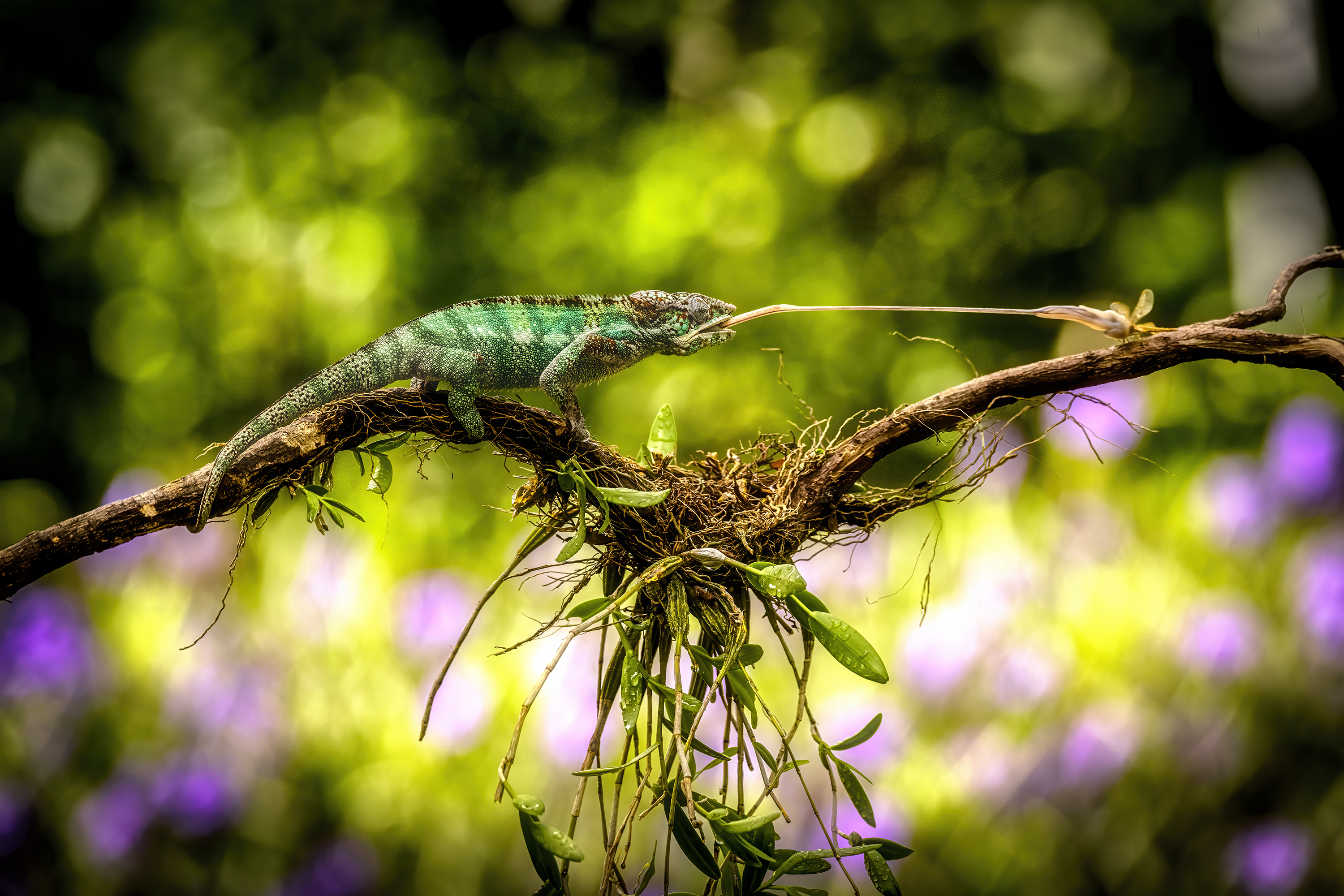
Chamäleon mit ausgestreckter Zunge (Foto:Rsutedja90)

### Allgemeine Unterschiede
Bei den Wirbeltieren ist eine Zunge in der Regel vorhanden. Einige Primaten und Beuteltiere verfügen zusätzlich über eine verhornte, muskellose Unterzunge, die sich unter der Zunge befindet. Die meisten Säugetierzungen weisen eine gewisse Ähnlichkeit miteinander auf. Je nach Funktion und Ausformung lassen sich unter anderem Schleuderzungen (Chamäleon) von Klappzungen und Spaltzungen unterscheiden.
Bei Reptilien ist die Zunge häufig schmal, verhornt und aus einer besonderen Scheide vorschnellbar, aber auch breit und fest. Viele Reptilien nutzen ihre Zungen durch Züngeln für die Geruchswahrnehmung. Bei den Amphibien ist sie vielfach dick, vorn befestigt, dagegen mit ihrem hinteren zweilappigen Teil beweglich und vorstreckbar; während Froschlurche entweder zungenlos sind, oder eine gespaltene Zunge besitzen, die optisch der Zunge von Schlangen ähnelt. Die Zunge der Vögel ist, zumindest im vorderen Teil, verhornt, bei vielen Arten, spielt sie eine besondere Rolle bei der Jagd (Specht) oder der Nahrungsaufnahme (gegabelte Zunge der Annakolibris).
Weichtiere haben keine Zunge, bei ihnen übernimmt die Radicula vergleichbare Aufgaben. Bei vielen Fischen ist die Zunge nur ein, oft mit Zähnen besetzter, Überzug des Zungenbeins; während ein am Oberkiefer befestigtes Muskelbündel bei Elritzen, Karpfen und Welsen als Zunge fungiert.

### Hunden und Katzen: Lyssa
Bei Hunden und Katzen findet sich im Zungenboden ein bindegewebiger Strang in Längsrichtung, der als „Tollwurm“ (Lyssa) bezeichnet wird. Dieser wurde in früherer Zeit irrtümlich mit der Tollwut-Erkrankung in Zusammenhang gebracht.

### Jargon
In der Jägersprache bezeichnet das Wort „Lecker“ die Zunge des Schalenwildes. Bei Fischen wurde früher auch eine knorpelige Struktur zwischen Gaumen und erstem Rückgratswirbel als Zunge bezeichnet.

## Zunge als Lebensmittel
Die Zungen von Rind, Kalb, Lamm und Schwein werden einzeln zubereitet oder in Wurst verarbeitet. Mancherorts werden auch Zungen von Wild, zum Beispiel die des Rentieres, gegessen. Im antiken Rom galten die Zungen mancher Singvögel als Delikatesse.

## Zungengalerie

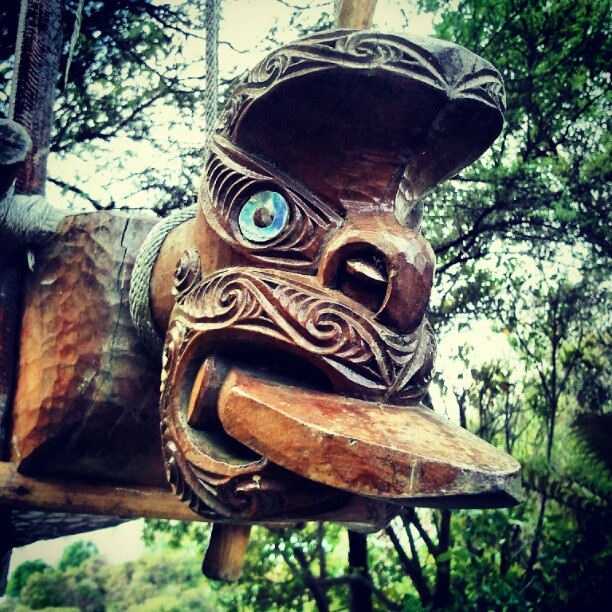
Schnitzkunst der Tiki
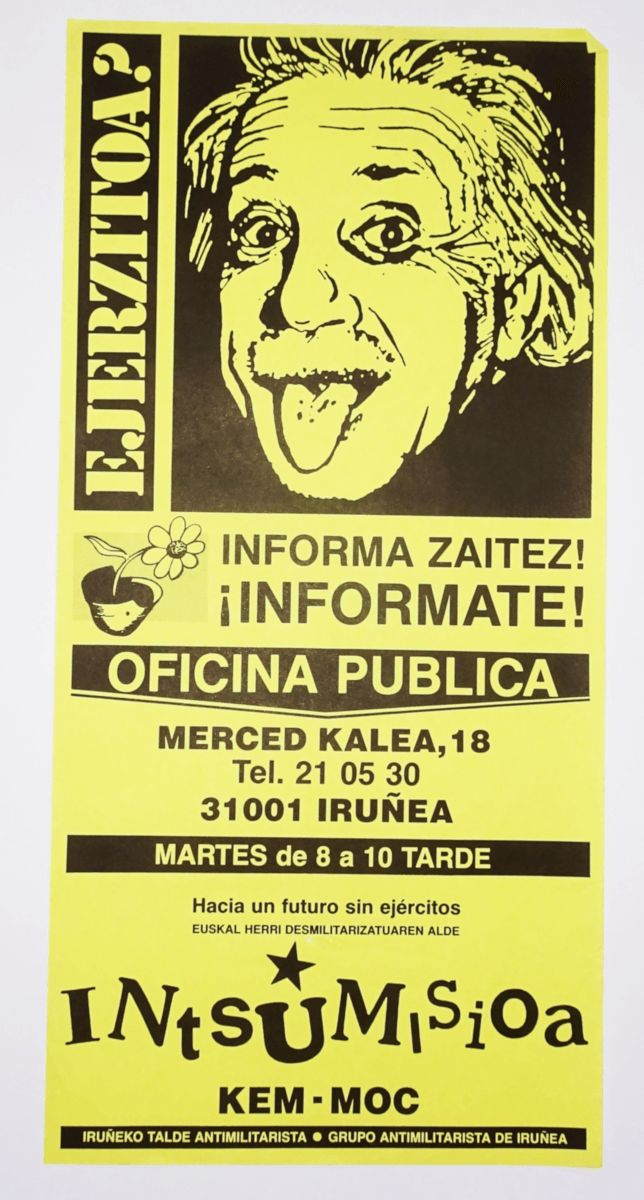
Albert Einsteins Foto mit herausgestreckter Zunge wurde Teil der Popkultur
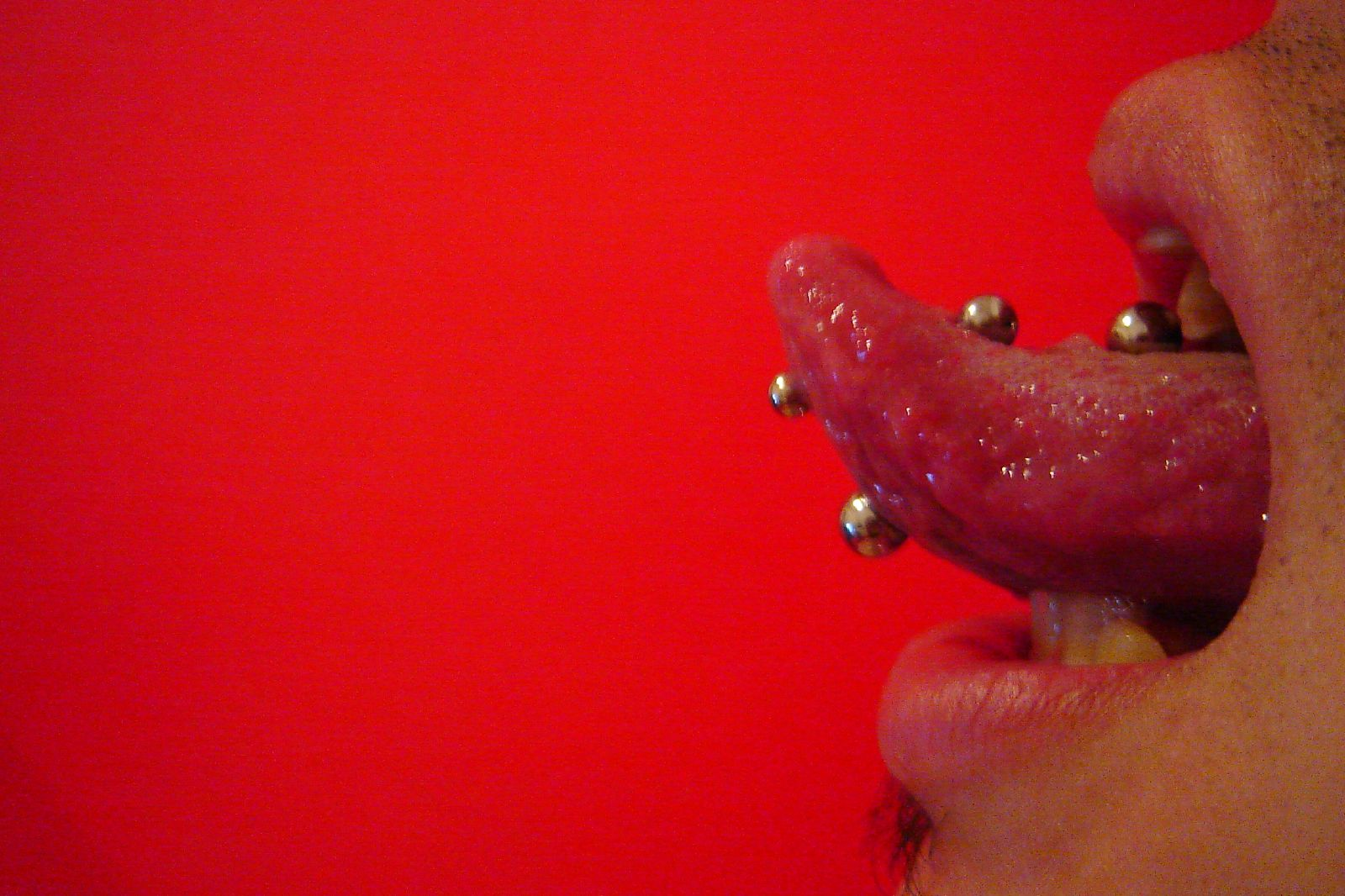
Fotografie eines doppelten Zungenpiercings
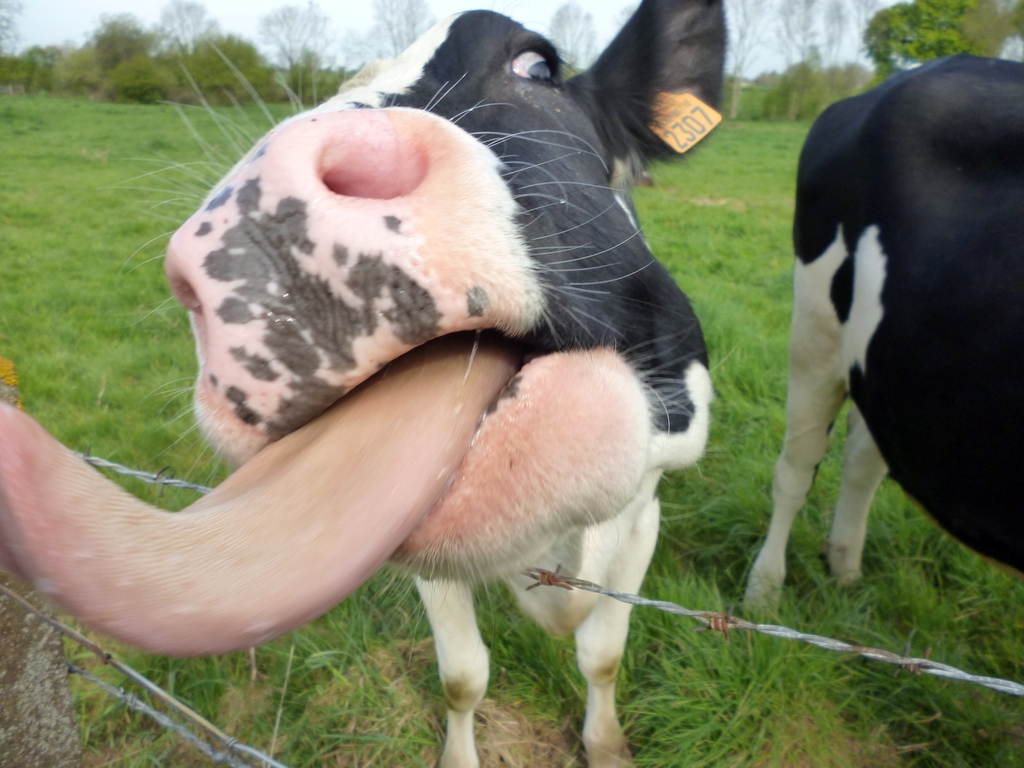
Nahaufnahme einer Kuhzunge
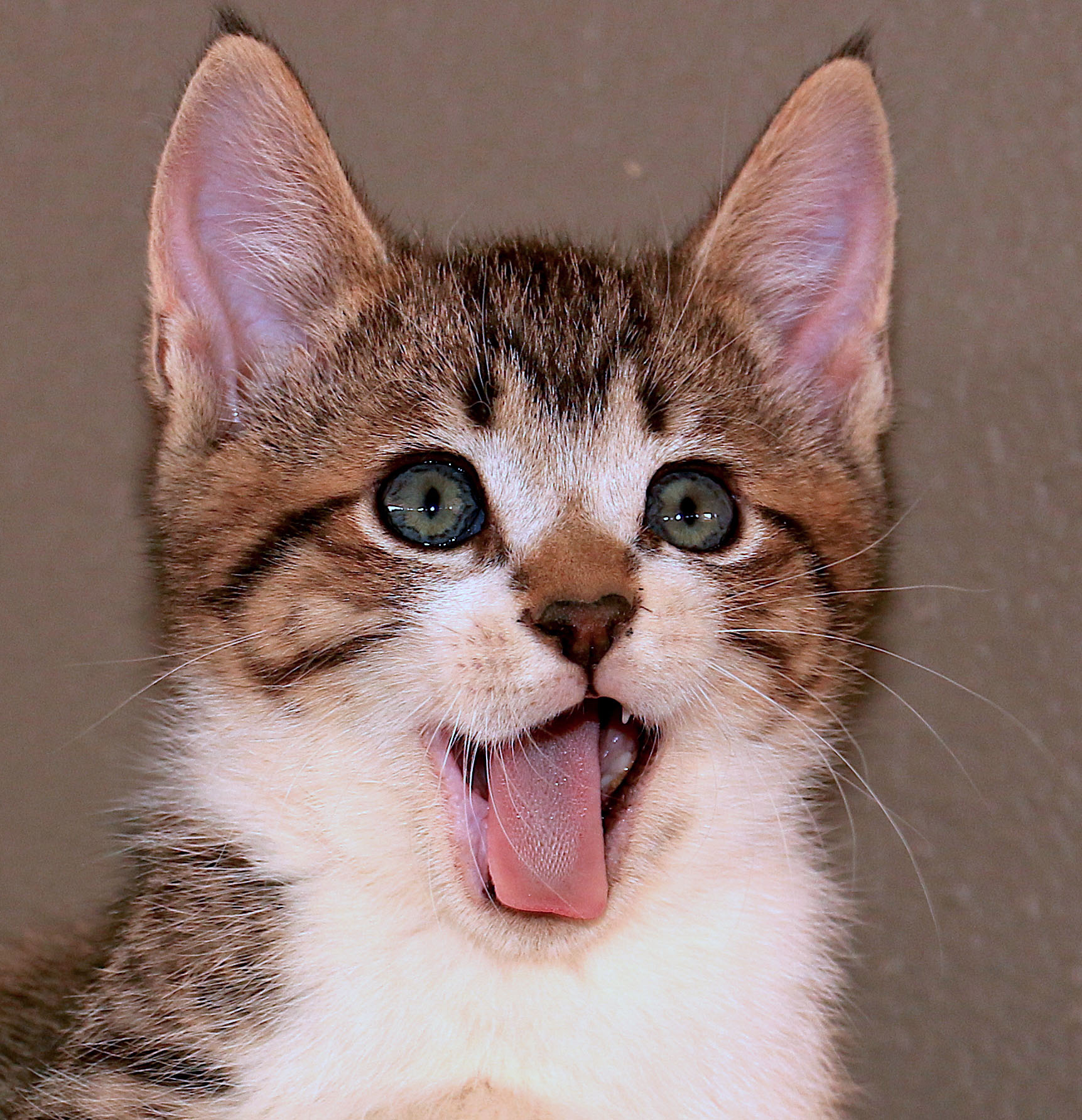
Zunge einer Katze
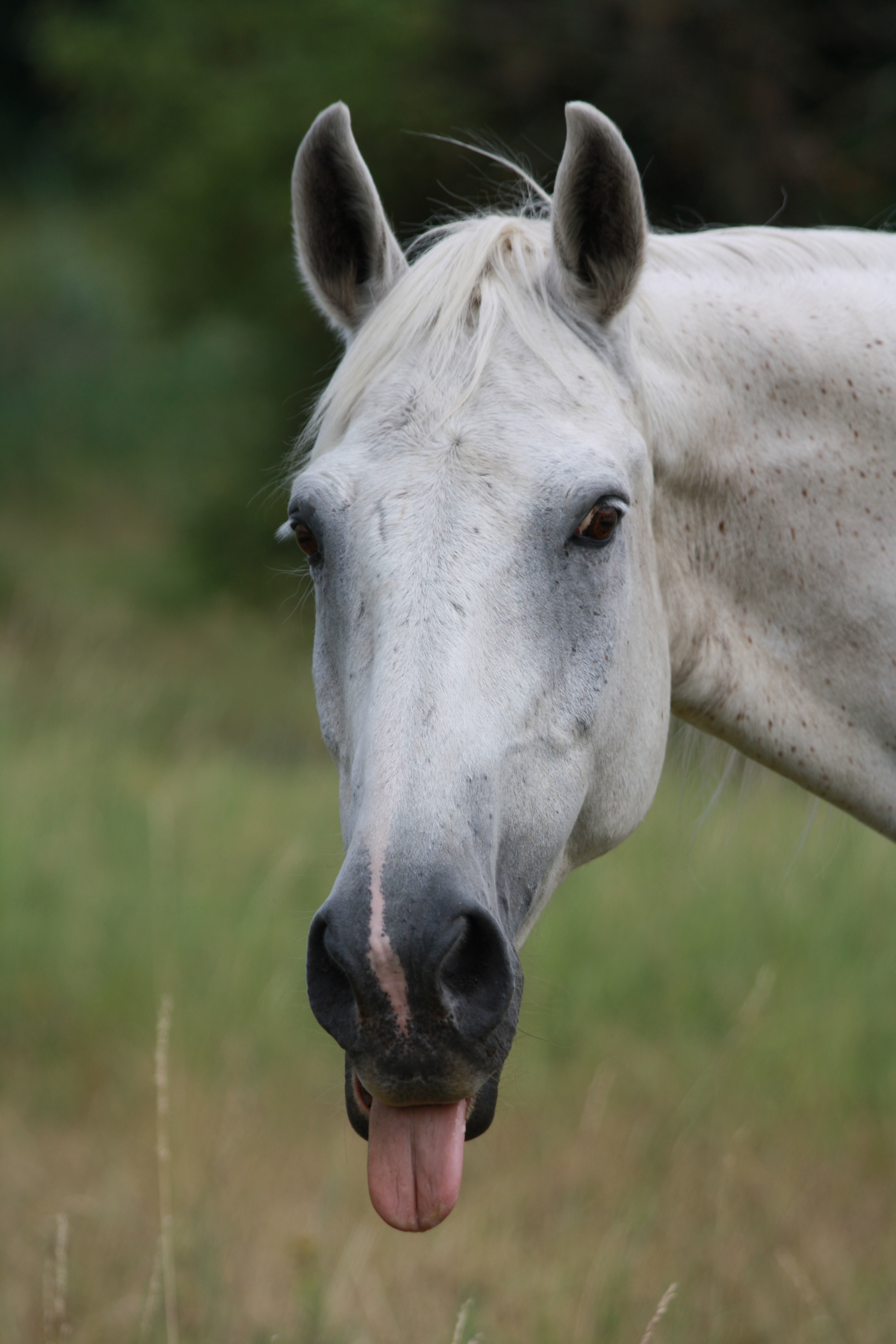
Zunge eines Pferdes